# Kabinett Dionne II

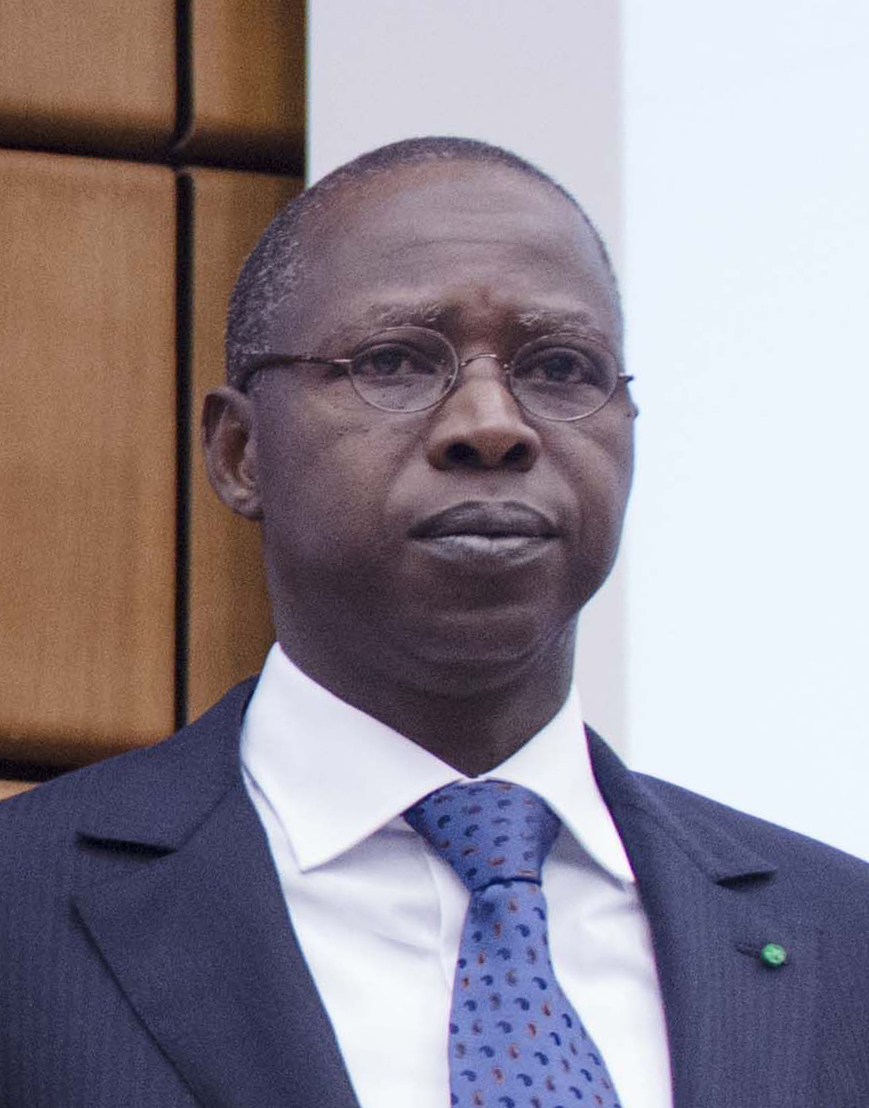
Premierminister Mahammed Dionne

Das Kabinett Dionne II wurde am 7. September 2017 als Regierung Senegals gebildet. Es folgte dem Kabinett Dionne I nach, das ab 6. Juli 2014 amtierte und wurde am 7. April 2019 von dem Kabinett Dionne III abgelöst.
Nach den Wahlen zur 13. Nationalversammlung war verfassungsgemäß die Regierung neu zu bilden. Der Präsident ernannte den bisherigen Regierungschef Mahammed Dionne am 7. September 2017 erneut zum Premierminister Noch am gleichen Tag berief der Präsident auf Vorschlag von Dionne die Minister als Regierungsmitglieder.

## Zusammensetzung
Nach dem Stand vom 7. September 2017 gehörten der Regierung 31 Minister und 8 Ministerinnen an, die für folgende Ressorts zuständig waren:
1. Augustin Tine, Ministre des Forces armées
2. Sidiki Kaba, Ministre des Affaires étrangères et des Sénégalais de l’extérieur
3. Aly Ngouille Ndiaye, Ministre de l’Intérieur
4. Ismaïla Madior Fall, garde des Sceaux, Ministre de la Justice
5. Abdoulaye Daouda Diallo, Ministre des Infrastructures, des Transports terrestres et du Désenclavement
6. Amadou Ba, Ministre de l’Economie, des Finances et du Plan
7. Mansour Faye, Ministre de l’Hydraulique et de l’Assainissement
8. Diène Farba Sarr, Ministre du Renouveau urbain, de l’Habitat et du Cadre de vie
9. Mariama Sarr, Ministre de la Fonction publique, de la Rationalisation des effectifs et du Renouveau du service public
10. Papa Abdoulaye Seck, Ministre de l’Agriculture et de l’Equipement rural
11. Mansour Elimane Kane, Ministre du Pétrole et des Energies
12. Abdoulaye Diouf Sarr, Ministre de la Santé et de l’Action sociale
13. Ndèye Sali Diop Dieng, Ministre de la Femme, de la Famille et du Genre
14. Serigne Mbaye Thiam, Ministre de l’Education nationale
15. Mary Teuw Niane, Ministre de l’Enseignement supérieur, de la Recherche et de l’Innovation
16. Alioune Sarr, Ministre du Commerce, de la Consommation, du Secteur informel et des PME
17. Aminata Mbengue Ndiaye, Ministre de l’Elevage et des productions animales
18. Mamadou Talla, Ministre de la Formation professionnelle, de l’Apprentissage et de l’Artisanat
19. Omar Guèye, Ministre de la Pêche et de l’Economie maritime
20. Yaya Abdoul Kane, Ministre de la Gouvernance territoriale, du Développement et de l’Aménagement du territoire
21. Moustapha Diop, Ministre de l’Industrie et de la Petite et Moyenne industrie
22. Mbagnick Ndiaye, Ministre de l’Intégration africaine, du NEPAD et de la Francophonie
23. Matar Bâ, Ministre des Sports
24. Samba Sy, Ministre du Travail, du Dialogue social, des Organisations professionnelles et des Relations avec les institutions
25. Abdoulatif Coulibaly, Ministre de la Culture
26. Khoudia Mbaye, Ministre de la Promotion des investissements, des Partenariats et du développement des Téléservices de l’Etat
27. Abdoulaye Bibi Baldé, Ministre de la Communication, des Télécommunications, des Postes et de l’Economie numérique
28. Maimouna Ndoye Seck, Ministre des Transports aériens et du Développement des infrastructures aéroportuaires
29. Mame Mbaye Niang, Ministre du Tourisme
30. Aissatou Sophie Gladima Siby, Ministre des Mines et de la Géologie
31. Mame Thierno Dieng, Ministre de l’Environnement et du Développement durable
32. Pape Gorgui Ndong, Ministre de la Jeunesse, de la Construction citoyenne et de la Promotion du volontariat
33. Aminata Angélique Manga, Ministre de l’Economie solidaire et de la Microfinance
34. Abdoulaye Diop, Ministre de l’Emploi, de l’Insertion professionnelle et de l’Intensification de la main d’oeuvre
35. Ndèye Ramatoulaye Guèye Diop, Ministre de la Bonne gouvernance et de la Protection de l’enfance
36. Souleymane Jules Diop, Ministre délégué auprès du Premier ministre, chargé du PUDC
37. Birima Mangara, Ministre délégué auprès du ministre de l’Economie, des Finances et du Plan, chargé du Budget
38. Abdou Ndéné Sall, Ministre délégué auprès du ministre des Infrastructures, des Transports terrestres et du Désenclavement, chargé du Développement du réseau ferroviaire
39. Moustapha Lô Diatta, Ministre délégué auprès du ministre de l’Agriculture et de l’Equipement rural, chargé de l’Accompagnement et de la Mutualisation des organisations paysannes.